# Empede
Empede ist ein Ortsteil der Stadt Neustadt am Rübenberge in der Region Hannover in Niedersachsen. Zu Empede gehört auch der Ort Himmelreich.

## Geografie
Das Dorf Empede liegt westlich der Leine an der L 191.

## Geschichte
Erste Erwähnung findet der Ort bereits unter dem Namen Empede im Jahr 1215. Er gehörte später zur Vogtei Basse.
Mit der Gebietsreform verlor die Gemeinde Empede am 1. März 1974 ihre politische Selbstständigkeit und wurde ein Ortsteil von Neustadt am Rübenberge.

## Politik

### Ortsrat
Der gemeinsame Ortsrat von Mariensee, Empede/Himmelreich und Wulfelade setzt sich aus zwei Ratsfrauen und sieben Ratsherren zusammen. Im Ortsrat befinden sich zusätzlich 19 beratende Mitglieder.
Sitzverteilung:
- CDU: 6 Sitze
- SPD: 3 Sitze

(Stand: Kommunalwahl 11. September 2016)

### Ortsbürgermeister
Der Ortsbürgermeister ist Heinrich Zieseniß (CDU). Sein Stellvertreter ist Heinrich Dettmering (CDU).

### Wappen
Das Kommunalwappen von Empede/Himmelreich ist nach einer Idee und einem Entwurf von dem Autor Herbert Büsing aus Empede und von dem Neustädter Künstler und Gewerbelehrer Fritz R. Sackewitz im Jahre 1985 erstellt worden.
| Wappen von Empede | Blasonierung: „Rot : Blau geteilt; oben über einem schräglinksgeöffneten goldenen Schlagbaum, der oben viermal und unten dreimal abwechselnd geastet ist, eine goldene Pflugschar; unten die untere Hälfte eines goldenen Wassermühlrades.“ |
| Wappen von Empede | Wappenbegründung: Das blaue Feld deutet auf den Wasserfluss der Leine hin. Das halbe Mühlrad ist ein Sinnbild für die vor etwa 600 Jahren am heutigen Standort erbauten Wassermühle, die bis Anfang 1800 Eigentum des Klosters Mariensee war. Das mittlere Mühleisen steht für den damals einmal im Ort vorkommenden Vollmeierhof, die Anzahl der Wasserschaufeln für neun Halbmeierhöfe, die Verstrebungen des Mühlrades für sechs „Großköthnerhöfe“ und die Eisenbolzen für zehn „Koth- und Brinksitzerhöfe“. Für Jahrhunderte bildeten diese 26 Hofstellen die Gemeinde Empede. Die im roten Feld abgebildete Pflugschar symbolisiert den landwirtschaftlichen Charakter des Dorfes. Der Schlagbaum erinnert an das frühere Zoll- und Wegehaus in Himmelreich an der alten Post- und Heerstraße Hannover – Bremen, die sieben Äste an die dortigen ersten sieben Feuerstellen. |

### Flagge
Als Flaggengrund dienen die übereinander angeordneten Farben Rot/Gold/Blau. In der Flaggenmitte liegt der Wappenschild des Ortes.
Die Flagge wurde im Jahre 2014 in Himmelreich entworfen. Ihre Farben sind an das bestehende Wappen angelehnt. Die Farben Rot und Gold sind auch die Grundfarben der Flagge der Region Hannover. Die Farbe Blau stellt den Fluss der Leine dar. Das Wappen wurde von der mittleren Teilung vollständig umrahmt. Die Farbeinteilung entspricht, wie schon das vorher entstandene Wappen, den vorgegebenen heraldischen Farbregeln.

## Persönlichkeiten
Personen, die mit dem Ort in Verbindung stehen
- Jacques Gassmann (* 1963), Maler und Zeichner, der damalige Torhüter Robert Enke kaufte sein Haus und Gassmann lebte einige Monate mit den Enkes zusammen
- Teresa Enke (* 1976), Witwe des deutschen Fußball-Nationaltorwarts Robert Enke, wohnte in Empede
- Robert Enke (1977–2009), Fußballtorwart, wohnte in Empede, in Empede beerdigt[10]